# Mireia Gutiérrez
Mireia Gutiérrez (ur. 9 października 1988 w Andorra la Vella) – andorska narciarka alpejska, olimpijka. Brała udział w igrzyskach w roku 2010 (Vancouver). Nie zdobyła żadnych medali.

## Zimowe Igrzyska Olimpijskie 2010 w Vancouver
| Konkurencja     | I zjazd  | I zjazd     | II zjazd | II zjazd     | Klas. końcowa | Klas. końcowa |
| Konkurencja     | Czas     | Miejsce     | Czas     | Miejsce      | Punkty        | Miejsce       |
| --------------- | -------- | ----------- | -------- | ------------ | ------------- | ------------- |
| Gigant          | 1:210,61 | 43.         | AC       | DNF          | AC            | DNF           |
| Slalom          | 54,81    | 38.         | AC       | DNF          | AC            | DNF           |
| Supergigant     |          |             |          |              | AC            | DNF           |
| Superkombinacja | 1:29,16  | 25. (zjazd) | 46,51    | 19. (slalom) | 2:15,67       | 24.           |
| Zjazd           |          |             |          |              | 1:52,87       | 28.           |